# Flying Bark Productions
Flying Bark Productions is een Australische animatiestudio die een onderdeel is van het Belgische Studio 100. De studio werd in 1967 opgericht door Yoram Gross onder de naam "Yoram Gross Film Studio". 

## Geschiedenis
In 1967 richtte Yoram Gross samen met zijn vrouw de "Yoram Gross Film Studio" op in Australië. Hier produceerde Gross verschillende, iconische animatieseries en -films, waaronder De avonturen van Blinky Bill en Flipper & Lopaka.
Om een verdere groei mogelijk te maken, besliste de studio in 1996 om samen te gaan werken met de Australische mediagroep Village Roadshow, waardoor deze een belang van 50% kreeg in de "Yoram Gross Film Studio".
In 1999 kocht E.M. Entertainment Village Roadshow op, waardoor E.M. voor 50% aandeelhouder werd van de "Yoram Gross Film Studio". Na de overname kende het bedrijf een sterke, internationale groei, en (co)produceerde het bedrijf in de vroege jaren 2000 o.a. twee nieuwe seizoenen van Tabaluga en de serie Fairy Tale Police Department. 
In 2006 verkocht Yoram Gross zijn resterende aandelen aan E.M. Entertainment, waarmee het Duitse bedrijf volledig eigenaar werd van de Australische animatiestudio. Na de overname werd beslist om de "Yoram Gross Film Studio" een nieuwe naam te geven: Flying Bark Productions.
In 2008 kwam E.M. Entertainment in handen van het Belgische entertainmentbedrijf Studio 100. E.M. Entertainment werd omgedoopt tot Studio 100 Media, waar Flying Bark Productions tot op heden onder opereert.
in 2020 opende er nog een nieuwe studio in Los Angeles

## Producties (selectie)
| Jaar        | Soort         | Titel                              | Opmerkingen     |             |               |                              |                    |
| ----------- | ------------- | ---------------------------------- | --------------- | ----------- | ------------- | ---------------------------- | ------------------ |
| Jaar        | Soort         | Titel                              | Opmerkingen     | 1993 - 2005 | Animatieserie | De avonturen van Blinky Bill | Seizoen 1 t.e.m. 3 |
| 1997 - 2004 | Animatieserie | Tabaluga                           | Volledige reeks |             |               |                              |                    |
| 1998        | Animatieserie | Skippy: Adventures in Bushtown     |                 |             |               |                              |                    |
| 1999 - 2005 | Animatieserie | Flipper en Lopaka                  | Volledige reeks |             |               |                              |                    |
| 2001        | Animatieserie | Fairy Tale Police Department       |                 |             |               |                              |                    |
| 2008        | Animatieserie | Master Raindrop                    |                 |             |               |                              |                    |
| 2009        | Animatieserie | Legend of Enyo                     |                 |             |               |                              |                    |
| 2009        | Animatieserie | Zigby                              |                 |             |               |                              |                    |
| 2013        | Animatieserie | Wickie de Viking                   |                 |             |               |                              |                    |
| 2014        | Animatiefilm  | Maya: eerste vlucht                | Co-producent    |             |               |                              |                    |
| 2015        | Animatieserie | Heidi                              | Co-producent    |             |               |                              |                    |
| 2015        | Animatiefilm  | Blinky Bill the Movie              |                 |             |               |                              |                    |
| 2016        | Animatieserie | The Wild Adventures of Blinky Bill |                 |             |               |                              |                    |